# Janko Popović Volarić
Janko Popović Volarić (Zagreb, 14. ožujka 1980.) je hrvatski filmski, kazališni i televizijski glumac. 

## Životopis

### Karijera
Nakon epizodne uloge u kriminalističkoj seriji "Balkan Inc.", Janko prvu veću televizijsku ulogu dobiva u AVA-inoj telenoveli "Obični ljudi" gdje tumači lik dobroćudnog poduzetnika Pavla Dragana. Nakon završetka snimanja serije, AVA mu nudi ulogu u još jednoj nadolazećoj telenoveli "Ponos Ratkajevih", no ovoga puta Janko se hrvatskoj publici predstavio u glavnoj ulozi plemića Krste Ratkaja.
U drugoj polovici 2008. godine., dobiva prvu ulogu negativca u telenoveli, onu korumpiranog poslovnog čovjeka Tome Šimunića u Ringovoj telenoveli "Sve će biti dobro".
Osim na televiziji, Janko nastupa i u kazališnim predstavama, te filmovima.

### Privatni život
Janko ima sina Davida. Od 2009. do 2012. godine bio je u braku je s glumicom Jelenom Veljačom. Oženio se kantautoricom Lovorkom Sršen 2024. nakon tri godine veze.

## Filmografija

### Televizijske uloge
- "Metropolitanci" kao Tomo Mataković (2022.)
- "Dar Mar"  kao policajac Dino Zečić (2021.)
- "Ples sa zvijezdama" kao voditelj (2019. – danas)
- "Supertalent" kao član žirija (2017. – danas)
- "Ko te šiša" kao Bruno (2018. – danas)
- "Čista ljubav" kao Tomo Vitez #2 (2018.)
- "Kud puklo da puklo" kao Krešo Kolarić (2014. – 2016.)
- "Larin izbor" kao Lucijan Krstulović (2012. – 2013.)
- "Loza" kao Krešo (2011. – 2012.)
- "Najbolje godine" kao Ranko Hajduk (2009. – 2011.)
- "Sve će biti dobro" kao Tomislav "Tomo" Šimunić (2008. – 2009.)
- "Ponos Ratkajevih" kao Krsto pl. Ratkaj (2007. – 2008.)
- "Kazalište u kući" kao manijak (2007.)
- "Obični ljudi" kao Pavle Dragan (2006. – 2007.)
- "Balkan Inc." kao Čens (u mladim danima) (2006.)

### Filmske uloge
- "Comic Sans" kao Alan (2018.)
- "Goran" kao Niko (2016.)
- "Ministarstvo ljubavi" kao Zoran (2016.)
- "Šegrt Hlapić" kao odrasli Hlapić narator (2013.)
- "Duga" kao otac (2010.)
- "Majka asfalta" kao Janko (2010.)
- "Noćna vožnja" kao detektiv (2007.)
- "U tišini" kao Danijel (2006.)

### Sinkronizacija
- "BFG: Blagi Fantastični Gorostas" kao Krvotokač (2016.)
- "Ledeno doba: Veliki udar" kao Zekan (2016.)
- "Priča o igračkama 3" kao Ken (2010.)

## Vanjske poveznice
- Janko Popović Volarić u internetskoj bazi filmova IMDb-u (engl.)